# Stay Down (singel Ruff Ryders)
Stay Down – wydany 11 października 2005 roku singel amerykańskiej grupy hip-hopowej Ruff Ryders. Promuje on album „The Redemption Vol. 4”. Zawiera dwa utwory: Stay Down i Ruff Ryders 4 Life.
W Stay Down występuje Flashy i gościnnie Akon, który jest również autorem podkładu. Flashy występuje we wszystkich zwrotkach, Akon tylko w refrenie.
W Ruff Ryders 4 Life występuje The Lox. Autorem podkładu jest Mr. Devine. W refrenie występuje Sheek Louch i Styles P. Zwrotki należą kolejno do: Stylesa, Jadakissa i Sheeka.

## Lista utworów

### Side A
1. "Stay Down" (Clean)
2. "Stay Down" (Dirty)
3. "Stay Down" (Instrumental)

### Side B
1. "Ruff Ryders" (Clean)
2. "Ruff Ryders" (Dirty)
3. "Ruff Ryders" (Instrumental)